# Patrick Laureij
Patrick Laureij (Rotterdam, 1982) is een Nederlands stand-upcomedian.

## Biografie
In 2006 stond Laureij voor het eerst op het podium, als een van de deelnemers van de Rotterdamse Talent Night. In 2007 deed hij mee aan het Knock Out Comedy-festival. Samen met zijn latere Comedytrain-collega Floor van der Wal won hij de publieksprijs van dit concours. Sinds 2010 is hij een van de vaste leden van Comedytrain, het eerste Nederlandse gezelschap van stand-upcomedians, en speelt hij wekelijks in hun thuishonk, het Amsterdamse café Toomler.
Laureij doet samen met zijn Comedytrain-collega's verschillende podia aan in het land. Hij stond onder andere op Lowlands en presenteerde een aantal selectierondes van Cameretten 2010.
In 2015 speelde hij de rol van Dennis in de televisieserie NoordZuid.
Vanaf 2016 stond Laureij in de Nederlandse theaters met zijn debuutprogramma Dekking hoog. Dit werd goed ontvangen, maar de opvolger Nederlands hoop kreeg meer gevarieerde recensies. Critici waardeerden dat Laureij niet alleen leuk was, maar ook zijn kwetsbare kant liet zien en inging op depressies.
In 2024 was Laureij een paar afleveringen teamcaptain in Dit was het nieuws. 

## Theaterprogramma's
- 2016–2017: Dekking hoog
- 2018–2020: Nederlands hoop
- 2022–heden: LIVE[6]

## Onderscheidingen
Laureij won in 2013 zowel de jury- als de publieksprijs van het Camerettenfestival.